# Elgin (Texas)
Elgin is een plaats (city) in de Amerikaanse staat Texas, en valt bestuurlijk gezien onder Bastrop County en Travis County.

## Demografie
Bij de volkstelling in 2000 werd het aantal inwoners vastgesteld op 5700.
In 2006 is het aantal inwoners door het United States Census Bureau geschat op 9287, een stijging van 3587 (62,9%).

## Geografie
Volgens het United States Census Bureau beslaat de plaats een oppervlakte van
12,2 km², geheel bestaande uit land.

## Plaatsen in de nabije omgeving
De onderstaande figuur toont nabijgelegen plaatsen in een straal van 28 km rond Elgin.